# Юрде
Юрде (нім. Uehrde) — громада в Німеччині, розташована в землі Нижня Саксонія. Входить до складу району Вольфенбюттель. Складова частина об'єднання громад Ельм-Ассе.
Площа — 24,33 км2. Населення становить 867 ос. (станом на 31 грудня 2021).